# Ashley Paris
Ashley Paris (San Jose, 21 settembre 1987) è un'ex cestista statunitense, professionista in Europa.

## Carriera
È stata selezionata dalle Los Angeles Sparks al secondo giro del Draft WNBA 2009 con la 22ª chiamata assoluta.

## Famiglia
È figlia dell'ex giocatore di football americano Bubba Paris, vincitore di tre Super Bowl con i San Francisco 49ers, e sorella di Courtney, anche lei giocatrice nella WNBA.